# Марк Пірн
Марк Пірн (англ. Mark Pearn, 21 березня 1977) — британський хокеїст на траві.
Учасник Олімпійських Ігор 2000, 2004 років.
Бронзовий призер Ігор Співдружності 1998 року.
Бронзовий призер Чемпіонату Європи 1999, 2003, 2011 років.